# Bokaalkluifzwam
De bokaalkluifzwam (Helvella acetabulum) is een schimmel uit de familie Helvellaceae. Deze relatief grote komvormige schimmel wordt gekenmerkt door een bruin vruchtlichaam met prominente vertakte ribben die lijken op een koolblad.

## Kenmerken
De bokaalkluifzwam heeft een diep komvormig vruchtlichaam (technisch gezien een apothecium) met een diameter tot 8 centimeter en een diepte van 4 cm. De crèmekleurige steel is doorgaans 1 tot 6 cm hoog en 1 tot 3 cm dik, met ribben die zich bijna uitstrekken. naar de top van het vruchtlichaam. Het buitenoppervlak van het vruchtlichaam is crèmekleurig naar de steel toe en kan subtiel korrelig aanvoelen aan de rand. Het binnenste sporendragende oppervlak, het hymenium, is bruinachtig en mogelijk glad of licht golvend. De geur en smaak van de paddenstoel zijn niet onderscheidend.
De sporen zijn glad, elliptisch, doorschijnend (hyaliene) en bevatten een enkele centrale oliedruppel; ze hebben afmetingen van 18–20 bij 12–14 µm. De sporendragende cellen, de asci, zijn 350–400 bij 15–20 µm groot en zijn werkzaam, wat betekent dat ze een apicaal "deksel" hebben dat de sporen vrijgeeft. De uiteinden van de asci zijn inamyloïde, zodat ze geen jodium adsorberen wanneer ze worden gekleurd met Melzers reagens. De parafysen zijn knotsvormig en hebben een lichtbruine kleur, met punten die tot 10 µm dik zijn.

## Ecologie
De vruchtlichamen groeien solitair, verspreid of geclusterd op de grond in zowel naald- als loofbossen, meestal in de lente en de zomer. In Californië is een voorkeur opgemerkt voor een combinatie met Quercus agrifolia.

## Verspreiding
Deze schimmel is wijdverspreid in Noord-Amerika en Europa. In Noord-Amerika strekt de verspreiding zich noordwaarts uit tot Alberta, Canada. In Mexico is het verzameld in de staat Mexico, Guanajuato, Guerrero en Tlaxcala. Het wordt ook aangetroffen in Israël, Jordanië, Turkije, Iran, China (Xinjiang) en Japan.
In Nederland komt hij algemeen voor.